# Dorris (Kalifornija)
Dorris je grad u američkoj saveznoj državi Kalifornija. Prema popisu stanovništva iz 2010. u njemu je živjelo 939 stanovnika.